# Madame Butterfly
Madame Butterfly (wł. Madama Butterfly) – opera w trzech aktach Giacoma Pucciniego z 1904 roku na podstawie noweli Madame Butterfly amerykańskiego prawnika i pisarza, Johna Luthera Longa (1861–1927). Autorami włoskiego libretta są Luigi Illica (1857–1919) i Giuseppe Giacosa (1847–1906). Jest chronologicznie ostatnią z trzech najbardziej znanych oper Pucciniego.
Akcja rozgrywa się w Nagasaki w 1904 roku. Opera przedstawia historię japońskiej dziewczyny, która bierze ślub z amerykańskim oficerem marynarki wojennej. Krótko po ceremonii oficer odpływa do swojej ojczyzny, zostawiając żonę samą i obiecując jej, że kiedyś wróci. Do ważniejszych arii zalicza się Un bel dì, vedremo.
Światowa prapremiera odbyła się 17 lutego 1904 roku w mediolańskiej La Scali (Teatro alla Scala di Milano) pod dyrekcją Cleofonte Campaniniego. Opera spotkała się z negatywnym odbiorem u krytyków. Kilka miesięcy później, po naniesieniu poprawek, miała miejsce druga premiera, która spotkała się z uznaniem publiczności. Madame Butterfly jest jedną z najczęściej wystawianych oper na świecie i była wielokrotnie ekranizowana. Bohaterów na przestrzeni lat grali m.in.: Renata Tebaldi, Maria Callas, Mirella Freni, Beniamino Gigli i Jussi Björling.

## Historia powstania dzieła
W 1900 roku prapremierę miała poprzednia opera Pucciniego Tosca. Sztuka szybko zdobyła popularność, a jej kompozytor był zajęty wystawianiem jej w różnych krajach. Szukając tematu na kolejną operę, kompozytor sięgnął ponownie po dramat Peleas i Melisanda Maeterlincka, a także powieści: Grzech księdza Mouret Zoli, Ostatni Szuan Balzaca, Wieża Nesle Dumasa, Wspomnienia z domu umarłych Dostojewskiego, Dzwonnik z Notre Dame i Nędznicy Hugo, Cyrano de Bergerac Rostanda i Adolf Constanta.
Latem 1900 roku kompozytor pojechał do Londynu na brytyjską premierę Toski w Royal Opera House. W tym czasie dramatopisarz David Belasco (1853–1931) wystawiał swoją sztukę Madame Butterfly: A Tragedy of Japan w Duke of York’s Theatre. Pomimo nieznajomości angielskiego Puccini zdecydował się zobaczyć sztukę. Według wspomnień Belasco, kompozytor siedział w jednym z pierwszych rzędów. Po zakończeniu spektaklu, gdy opuszczono kurtyny, Puccini poszedł za kulisy, objął autora i poprosił o prawa do adaptacji. Belasco, widząc u niego łzy w oczach, zgodził się i powiedział, że może wprowadzić dowolne zmiany w jego sztuce. Kolejna opera Pucciniego Dziewczyna ze Złotego Zachodu także bazuje na sztuce Belasco.

### Libretto
Po podpisaniu kontraktu kompozytor zaczął komponować arie. Podobnie jak w przypadku dwóch poprzednich oper, Cyganeria i Tosca, za pisanie libretta odpowiedzialny był duet Luigi Illica i Giuseppe Giacosa. Wzorując się na włoskim przekładzie książek Madame Butterfly Johna Longa i Pani Chryzantem Lotiego (1850–1923), na których bazowała sztuka Belasco, Illica ukończył akt I na wiosnę 1901 roku. Ta wstępna wersja opiera się głównie na książce Lotiego i różni się od kolejnych wydań libretta. Przykładowo główny bohater Pinkerton i konsul Sharpless śmieją się i drwią w oczekiwaniu na Cio-Cio-San i jej ślub z Pinkertonem.
Podobnie jak Long i Belasco, Puccini nigdy nie był w Japonii. Szczęśliwie dla kompozytora w 1902 roku odwiedziła go Mme Ohyama, żona japońskiego ambasadora we Włoszech. Podczas wizyty zaśpiewała mu kilka pieśni ludowych i powiedziała, że wyśle mu nuty z muzyką japońską. Jednocześnie nie spodobało jej się imię księcia Yamadori, które określiła jako żeńskie. Ostatecznie kompozytor nie zmienił imienia bohatera.
W 1902 roku Puccini zażądał skreślenia aktu rozgrywającego się w konsulacie i powrócenia do wersji dwuaktowej. W początkowej wersji, tej wystawionej w Mediolanie, Butterfly miała dwójkę dzieci. W wersji poprawionej było jedno. Giacosa początkowo sprzeciwił się wyrzuceniu całego aktu, jednak ostatecznie zgodził się na zmiany. Po wypadku samochodowym kompozytora, w którym złamał sobie nogę, do prac powrócono wiosną 1903 roku, a całość ukończono 27 grudnia.

### Muzyka

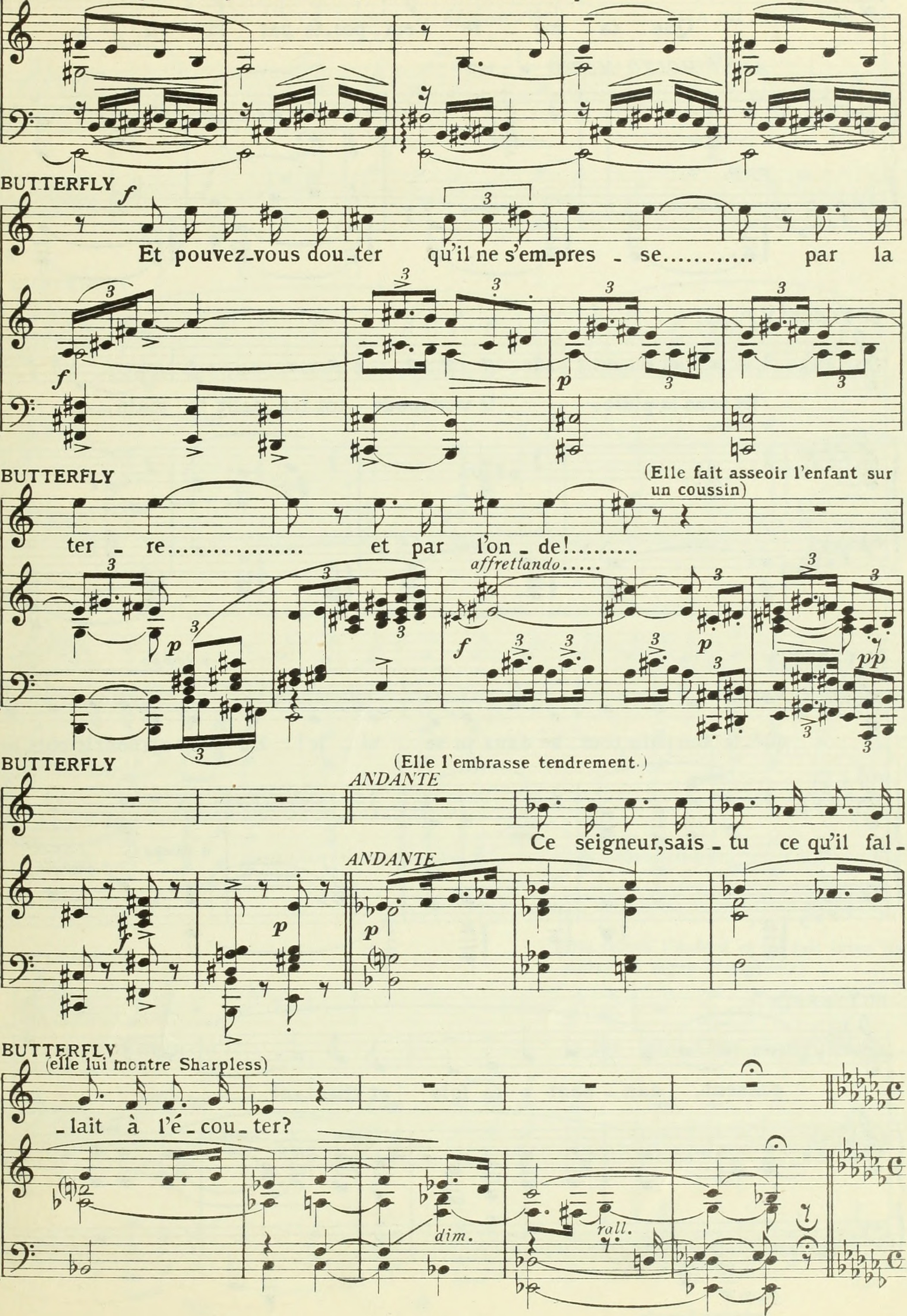
Strona z libretta

Opera zawiera elementy orientalne w tym popularną w krajach azjatyckich skalę pięciostopniową. Butterfly swoją pierwszą arię (Ancora un passo) kończy wysokim D, najwyższą nutą Pucciniego napisaną pod sopran. Duet głównych bohaterów pod koniec aktu pierwszego jest najdłuższym tego typu utworem w twórczości kompozytora. Arturo Toscanini, dyrygent poprzednich oper Pucciniego, wybrał do roli tytułowej swoją kochankę Rosinę Storchio, a rolę dyrygenta oddał Campaniniemu. Wiele lat po premierze przyznał, że w jego ocenie dwa długie akty to był zły pomysł, jednak nie konsultował tego z twórcami przed premierą. Puccini wkomponował do opery fragmenty utworów japońskich, które dostał od żony ambasadora. Były to m.in.: Kimi-ga-yo (hymn), Echigo-jishi (rodzaj regionalnej melodii ludowej z prowincji Echigo, ob. prefektura Niigata) oraz Miyasan, Miyasan (Miya-san, pieśń wojskowa).

### Pierwowzór
W 1887 roku wydano książkę Pani Chryzantem. Jej autor Pierre Loti był francuskim oficerem marynarki i opisywał swoje doświadczenia z różnych części świata. Jego książki miały charakter autobiograficzny i zawierały elementy orientalizmu. Powieść opisuje historię jego małżeństwa z Japonką z Nagasaki. W swojej książce autor wywyższa rasę białą, a Japończyków przyrównuje do zwierząt. Książka okazała się sukcesem, miała ponad 20 wydań i przetłumaczono ją na inne języki, w tym angielski i włoski. Będąc jedną z pierwszych powieści opisujących Japonię dla europejskiego czytelnika, Pani Chryzantem stała się wyznacznikiem wiedzy na temat kultury Wschodu na wiele lat. Sześć lat po premierze, w 1893 roku powstała pierwsza adaptacja operowa Madame Chrysanthème Messagera.
Amerykański magazyn literacki „The Century Magazine” w numerze ze stycznia z 1898 roku zawierał 19-stronicową nowelę Madame Butterfly Johna Luthera Longa. Long, pracujący jako prawnik w Filadelfii, beletrystyką zajmował się hobbystycznie. Według większości literaturoznawców podczas prac Long bazował na listach swojej siostry Jennie Correll, która mieszkała w Nagasaki w latach 1892–1897. Profesor Brian Burke-Gaffney z Nagasaki Institute of Applied Science zauważa, że książka Lotiego mogła jednak stanowić główne źródło inspiracji. W porównaniu z dziełem Lotiego wiele postaci zostało zachowanych, ale zmieniono im imiona; oficer Loti to Pinkerton, swat Kangourou to Goro, a służąca Oyouki to Suzuki. Niektóre fragmenty wyglądają podobnie np. w początkowej scenie, kiedy statek wpływa do portu w Nagasaki, dwóch mężczyzn na pokładzie rozmawia o znalezieniu żony w mieście. Dalej w swojej książce Burke-Gaffney ocenia, że nowela Longa jest mniej rasistowska, ale zawiera błędy w tłumaczeniu nazw japońskich.
Na wiosnę 1900 roku amerykański dramaturg David Belasco wydał farsę Naughty Anthony, która została źle odebrana przez krytyków. Próbując szybko odzyskać pieniądze, postanowił zaadaptować nowelę, którą dostał wcześniej od przyjaciela. Nad sztuką pracował przez dwa tygodnie, w czasie których stworzył m.in. kostiumy i rekwizyty. Belasco współpracował z Longiem podczas prac nad dialogami. Madame Butterfly: A Tragedy of Japan sztuka w jednym akcie miała swoją premierę 5 marca w nowojorskim Herald Square Theatre z Blanche Bates w roli głównej bohaterki. Dzieło zawiera 14-minutową scenę, w której Butterfly. siedząc w jednym miejscu, czeka na powrót Pinkertona. W jej trakcie bohaterka nie wypowiada żadnych słów, a tło zmienia kolor, pokazując upływ czasu. Sztuka jest uznawana za jedną z ważniejszych w dorobku Belasco.

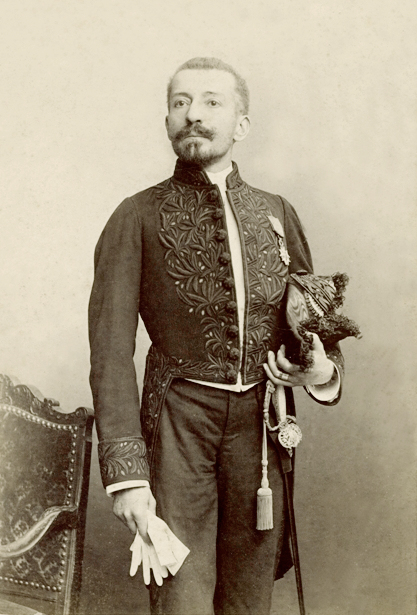
Pierre Loti
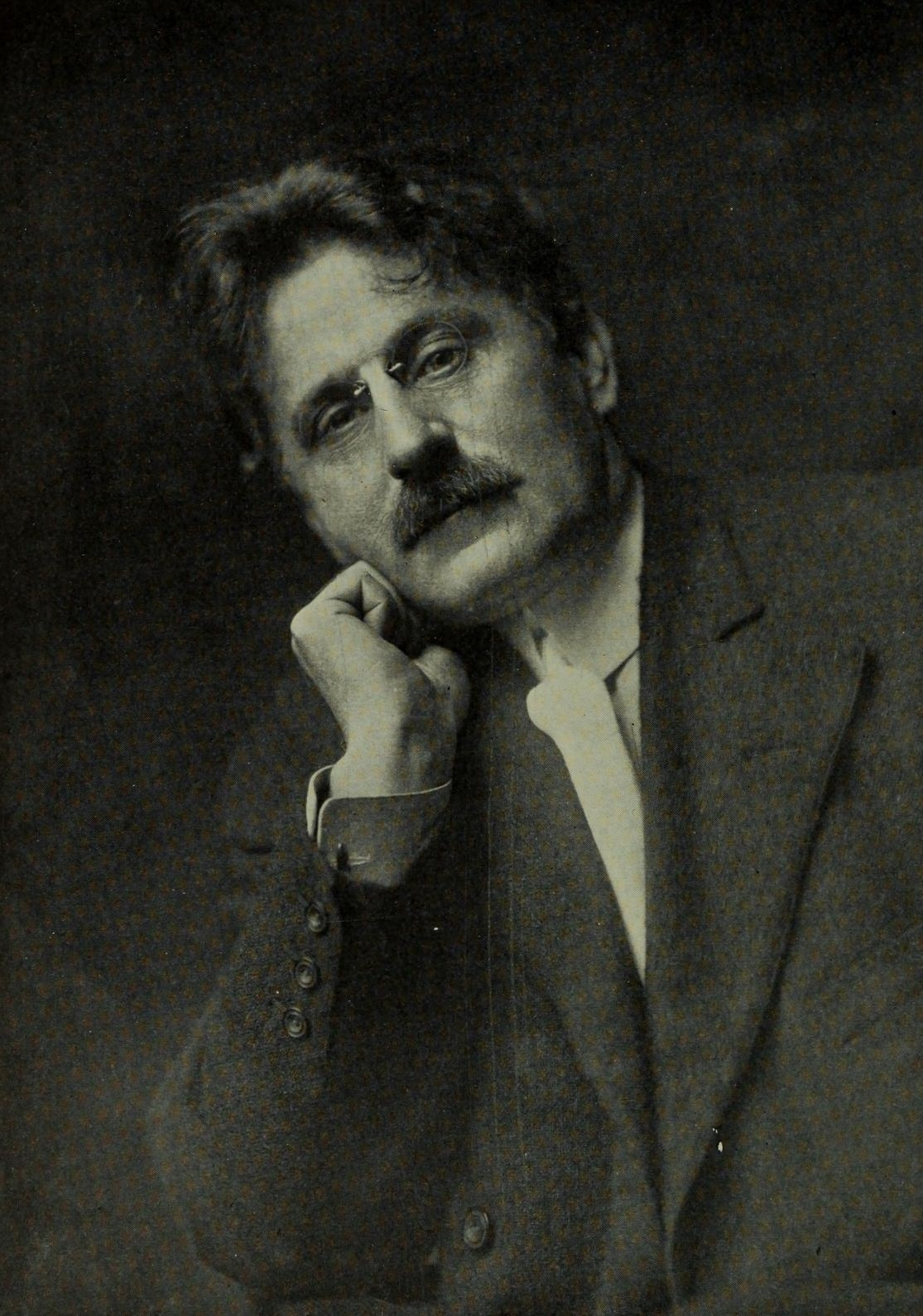
John Luther Long
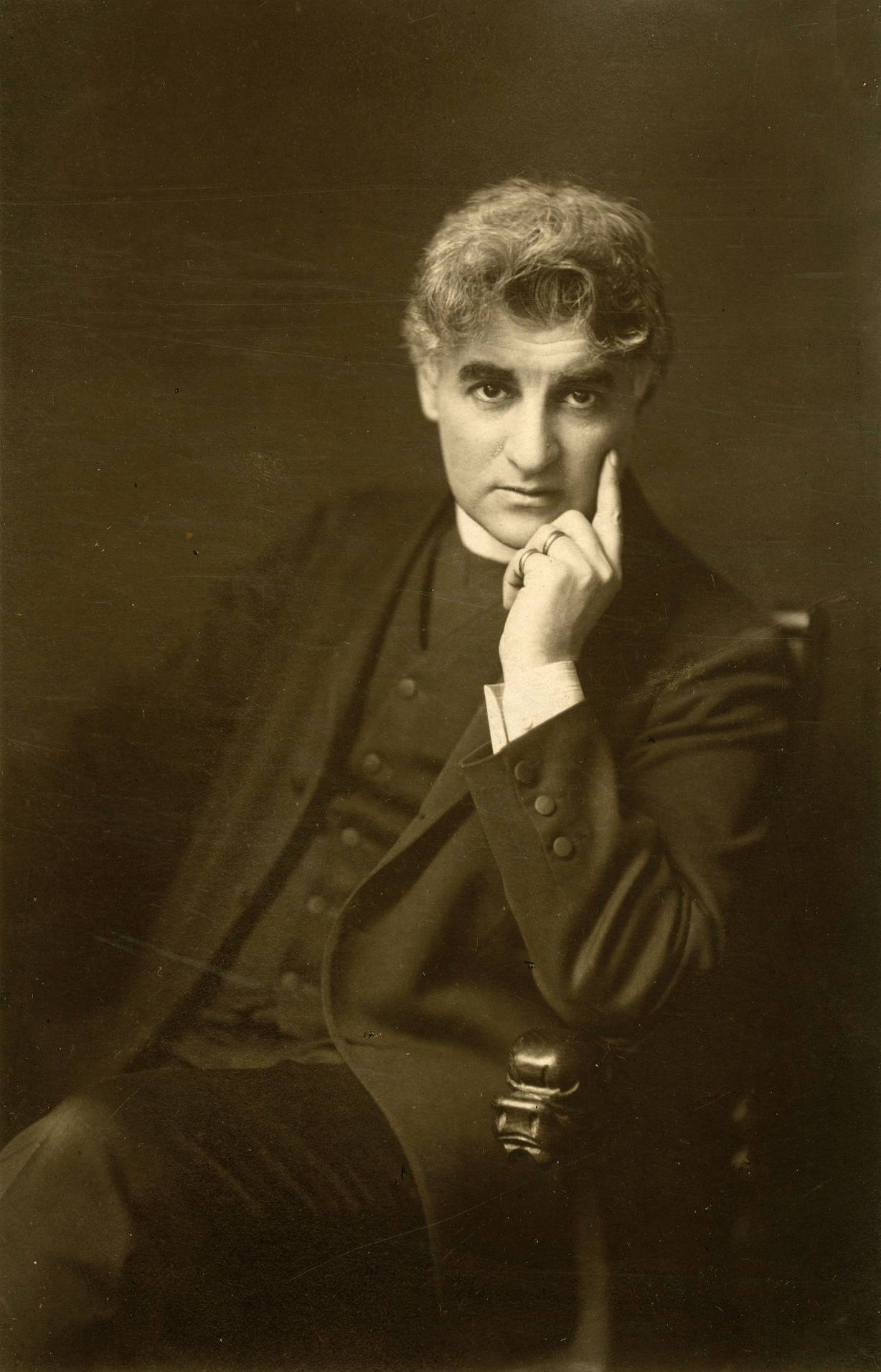
David Belasco

## Osoby
| Rola                                             | Głos         | Występujący podczas prapremiery (Mediolan), 17 lutego 1904 (Dyrygent: Cleofonte Campanini) | Występujący podczas premiery (Brescia), 28 maja 1904 (Dyrygent: Cleofonte Campanini) |
| ------------------------------------------------ | ------------ | ------------------------------------------------------------------------------------------ | ------------------------------------------------------------------------------------ |
| Butterfly (Cio-Cio-San)                          | sopran       | Rosina Storchio                                                                            | Sołomija Kruszelnyćka                                                                |
| B.F. Pinkerton, porucznik marynarki wojennej USA | tenor        | Giovanni Zenatello                                                                         | Giovanni Zenatello                                                                   |
| Sharpless, konsul amerykański                    | baryton      | Giuseppe De Luca                                                                           | Virgilio Bellatti                                                                    |
| Suzuki, służąca Cio-Cio-San                      | mezzosopran  | Giuseppina Giaconia                                                                        | Giovanna Lucaszewska                                                                 |
| Goro, japoński swat                              | tenor        | Gaetano Pini-Corsi                                                                         | Gaetano Pini-Corsi                                                                   |
| Książę Yamadori                                  | tenor        |                                                                                            |                                                                                      |
| Bonza, wuj Butterfly                             | bas          |                                                                                            |                                                                                      |
| komisarz cesarski                                | bas          |                                                                                            |                                                                                      |
| Urzędnik stanu cywilnego                         | bas          |                                                                                            |                                                                                      |
| Yukuside, wuj Butterfly                          | bas          |                                                                                            |                                                                                      |
| matka Butterfly                                  | mezzosoprano |                                                                                            |                                                                                      |
| ciotka Butterfly                                 | sopran       |                                                                                            |                                                                                      |
| kuzynka Butterfly                                | sopran       |                                                                                            |                                                                                      |
| Kate Pinkerton                                   | mezzosoprano |                                                                                            |                                                                                      |

## Treść

### Kontekst historyczny

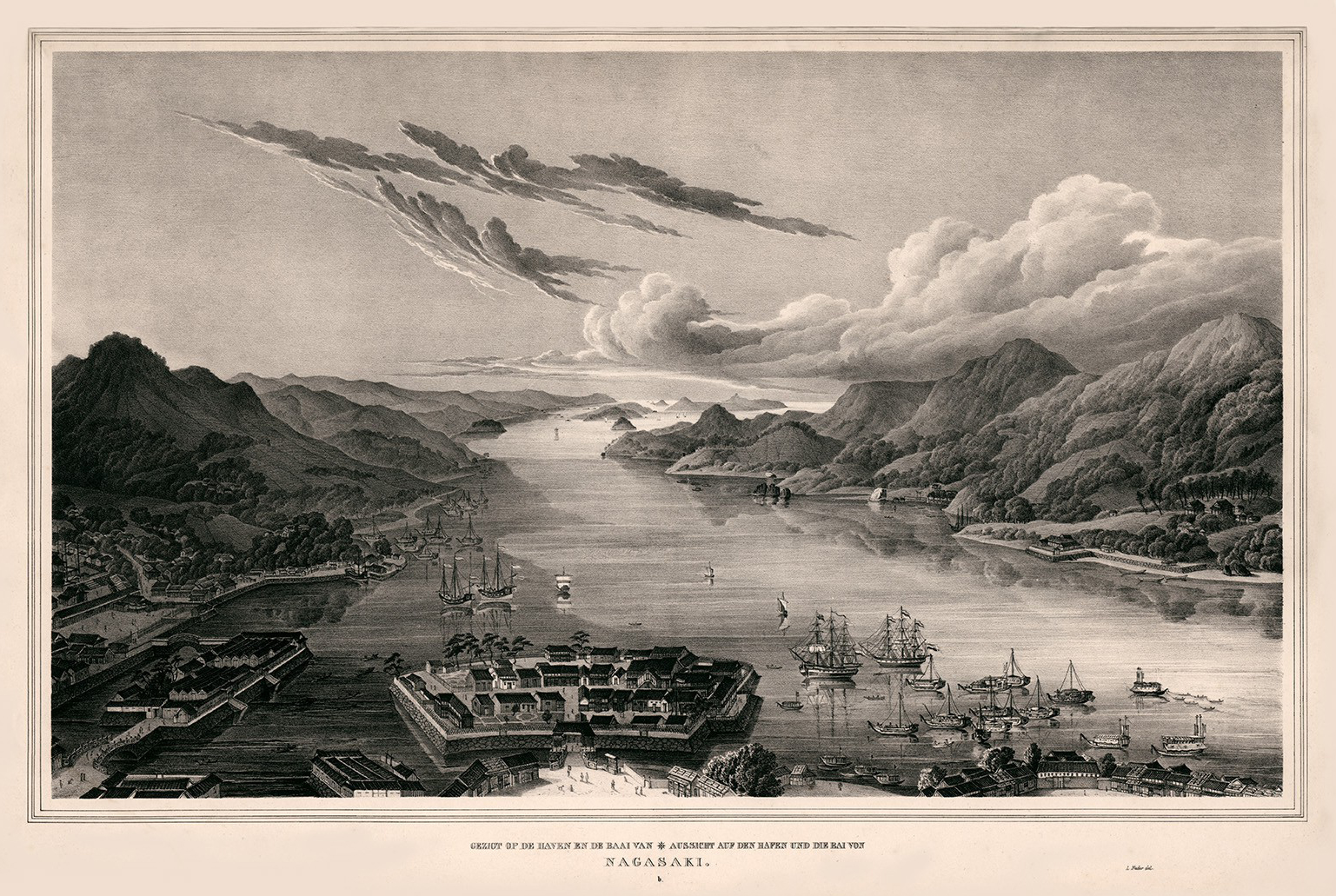
Widok Dejimy w zatoce Nagasaki

W 1543 roku pierwszy portugalski statek dopłynął do wybrzeży Japonii, co dało początek handlowi morskiemu z Europą. Jedyny dostęp do handlu towarem z Europy uzyskała Holenderska Kompania Wschodnioindyjska. Wszelkie transakcje i wymiany miały miejsce na wyspie Dejima. Wyspa ta została sztucznie usypana w 1634 roku w celu przyjmowania i nocowania pracowników ze statków, jednocześnie będąc odcięta od reszty Japonii. Pobliskie domy publiczne wysyłały na wyspę swoje kobiety pracujące tam jako służące albo prostytutki. Europejczycy mogli także wynajmować kobiety jako „żony” na okres od kilku dni do kilku lat.
Na statkach przypływali także chrześcijańscy misjonarze, którzy zamieszkali w Nagasaki. Rządzący krajem ród Tokugawa, bojąc się szybkiego rozprzestrzeniania chrześcijaństwa, zdecydował się na izolację kraju, która miała miejsce w latach 1634–1854. Po ponad 200 latach izolacji kraju, w 1854 roku marynarka wojenna USA wymusiła na rządzie Japonii podpisanie tzw. traktatu nierównoprawnego. Na jego mocy obcokrajowcy mogli podróżować i handlować z Japonią. Po upadku siogunatu Tokugawa w 1867 roku władzę przejął cesarz Mutsuhito i wraz z nowo wybranym rządem zaczął modernizację kraju.

### Akt I

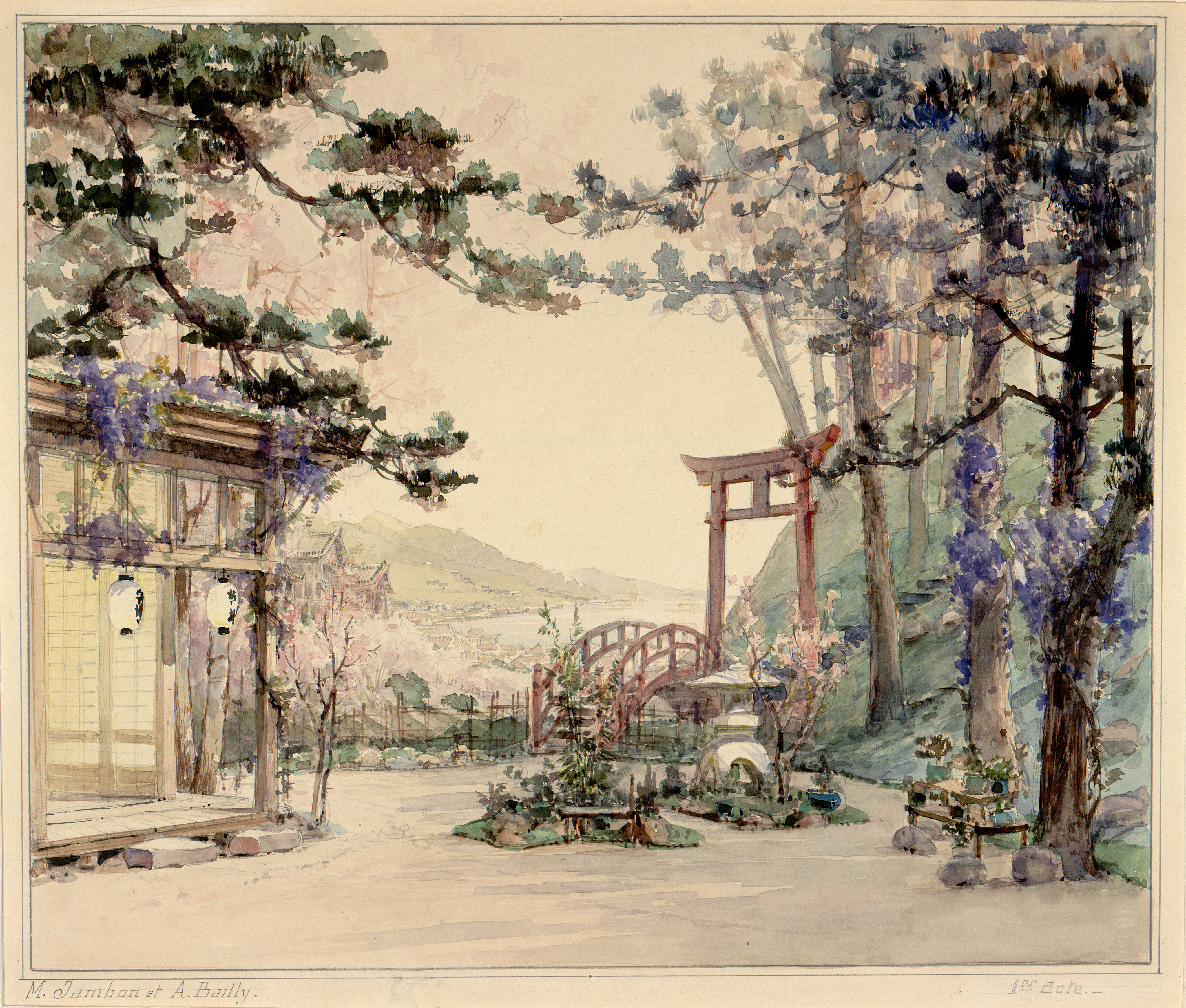
Szkic lokacji do pierwszego aktu

Początek XX wieku. W porcie w Nagasaki cumuje okręt marynarki Stanów Zjednoczonych „Abraham Lincoln”. Młody porucznik Benjamin Franklin Pinkerton szuka rozrywki. Stręczyciel Goro pokazuje mu jego nowy dom, a w nim przyszłą małżonkę piętnastoletnią gejszę Cio-Cio-San (jap. Chōchō-san, pani Motyl) i jej służącą Suzuki. Pinkerton poznaje amerykańskiego konsula Sharplessa, który twierdzi, że dziewczyna jest w nim naprawdę zakochana, podczas gdy Pinkerton związek z Japonką traktuje nie do końca poważnie.
Młoda narzeczona, przygotowując się do ślubu z Amerykaninem, przyjmuje potajemnie chrzest. Jej wuj Bonzo, który odkrył tę zdradę japońskiej tradycji, przybywa na miejsce ceremonii i oskarża bratanicę o wiarołomstwo. Burzy to przebieg ceremonii, a zaproszeni goście opuszczają nowożeńców. Młodzi mimo to razem spędzają noc poślubną.

### Akt II
Gdy Pinkerton wypływa z powrotem do Ameryki, obiecuje swej japońskiej żonie, że wróci, gdy rudziki uwiją nowe gniazda. Po trzech latach od wypłynięcia Suzuki zaczyna zastanawiać się, czy Pinkerton kiedykolwiek wróci, na co Cio-Cio-San reaguje swoją głęboką wiarą i ufnością do męża (aria Un bel dì, vedremo). Do samotnej żony przychodzi konsul z listem od porucznika. Cio-Cio-San żali się na swój los, Goro staje się coraz bardziej natarczywy, prezentując jej kolejnych kandydatów na męża. Ostatnim z nich jest bogaty książę Yamadori. Goro przypomina, że porzucenie męża równa się rozwodowi, jednak Cio-Cio-San upiera się przy prawie amerykańskim.
Kiedy bohaterka zostaje sam na sam z konsulem, ten zaczyna czytać jej list od Pinkertona mówiący o jego powrocie do Nagasaki. Cio-Cio-San, nie potrafiąc opanować swojego szczęścia, przerywa konsulowi. Sharpless, wiedząc o amerykańskiej żonie Pinkertona, pyta Butterfly, co zrobiłaby, gdyby mąż jednak nie wrócił, na co Butterfly odpowiada, że musiałaby wrócić do bycia gejszą lub popełniłaby samobójstwo. Dodatkowo wyjawia mu, że ma syna z Pinkertonem. Konsul, widząc, w jakiej jest sytuacji, prosi o ponowne rozważenie kandydatury księcia Yamadori. Wierna Butterfly prosi konsula o wyjście. W porcie pojawia się okręt „Abraham Lincoln”. Butterfly razem ze służebną dekorują dom kwiatami z ogrodu i stroi syna w najlepsze ubrania; robi trzy dziury w ścianie, aby śledzić z ukrycia przybycie męża. Suzuki i chłopiec zasypiają, podczas gdy Butterfly czuwa w oczekiwaniu na męża.

### Akt III
Pinkerton wraca do Japonii i w towarzystwie konsula idą do domu Butterfly. Suzuki witając gości, dostrzega kobietę w ogrodzie i domyśla się, kim ona jest. Pinkerton, widząc dom ozdobiony kwiatami, nie wie, co ma zrobić. Przypłynął w celu zabrania dziecka i wychowania go w kulturze amerykańskiej. Targany wyrzutami sumienia ucieka z domu. Butterfly, słysząc gości, wchodzi do pokoju. W rozmowie ze służącą dowiaduje się wszystkiego. Jest w stanie oddać syna, ale pod warunkiem, że Pinkerton przyjdzie po niego osobiście. Cio-Cio-San prosi Suzuki o zabranie dziecka do drugiego pokoju i zaopiekowanie się nim.
Będąc już sama, klęka na podłodze, wyjmuje sztylet należący do jej ojca i zadaje sobie śmiertelną ranę. Przed jej śmiercią do izby wbiega dziecko, nieświadome, że może tylko pożegnać się z matką. Do pomieszczenia wpadają Pinkerton i Sharpless, a Butterfly ostatni raz patrzy na swojego syna i umiera.

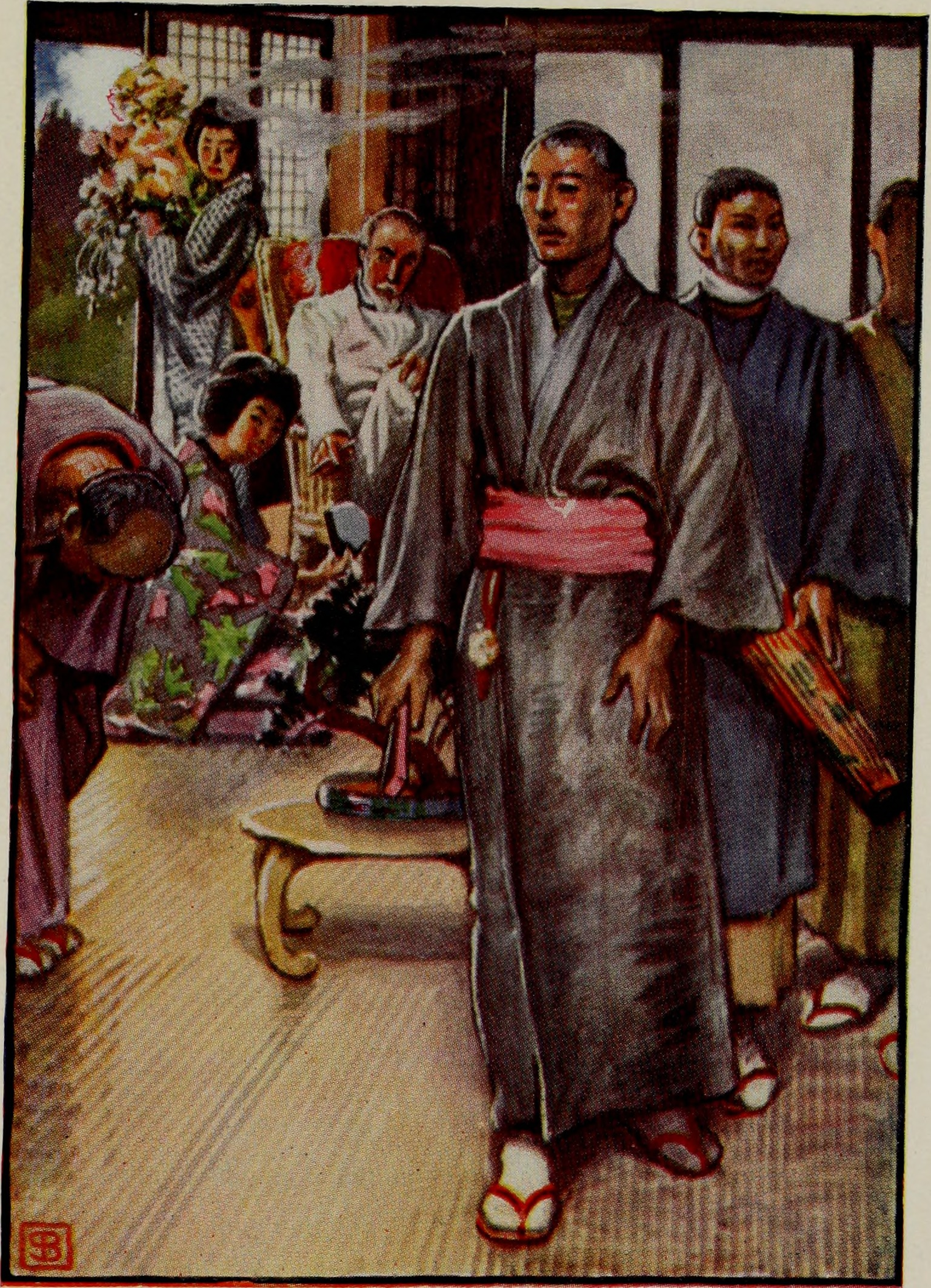
Książę Yamadori
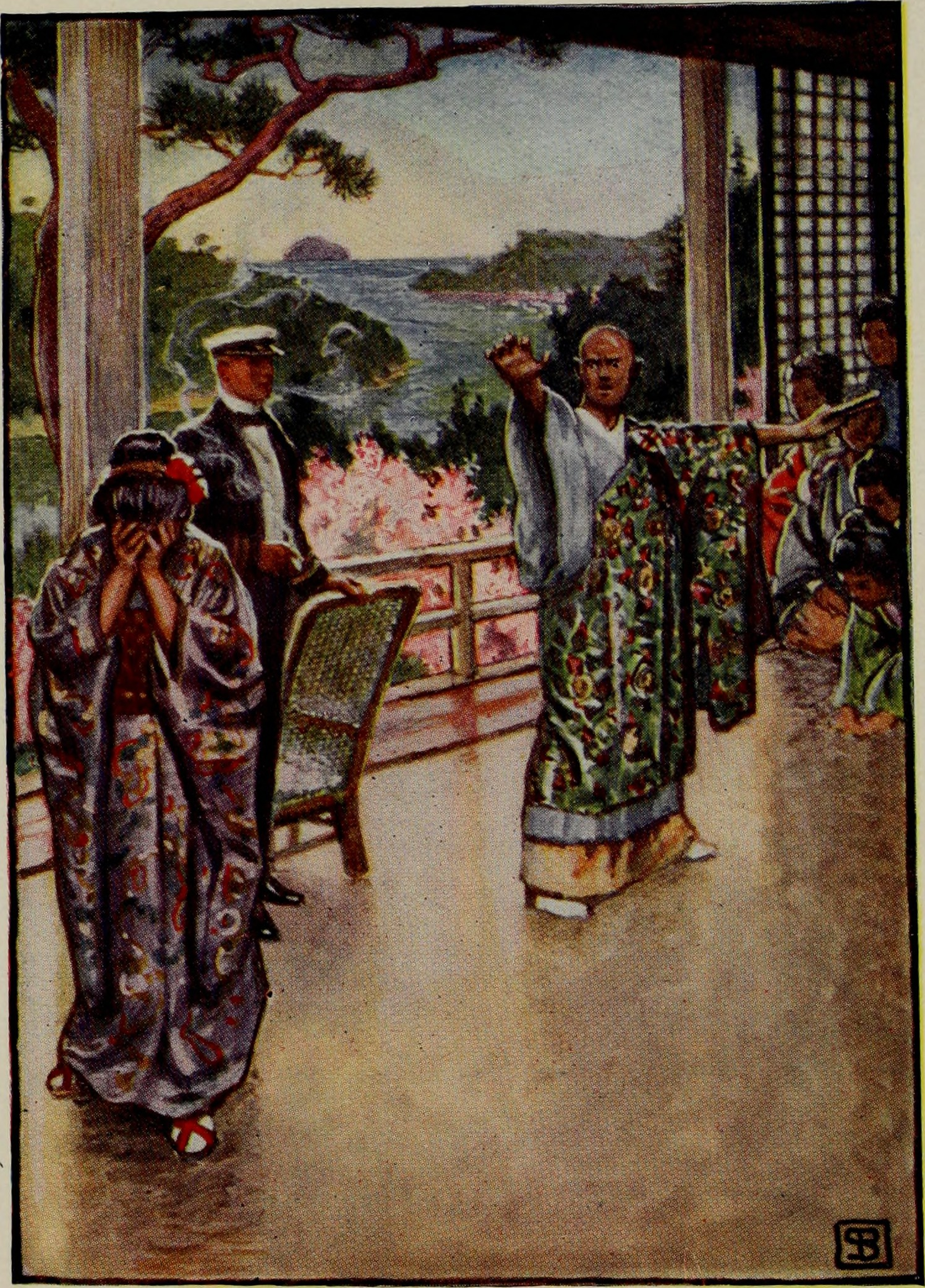
Cio-Cio-San
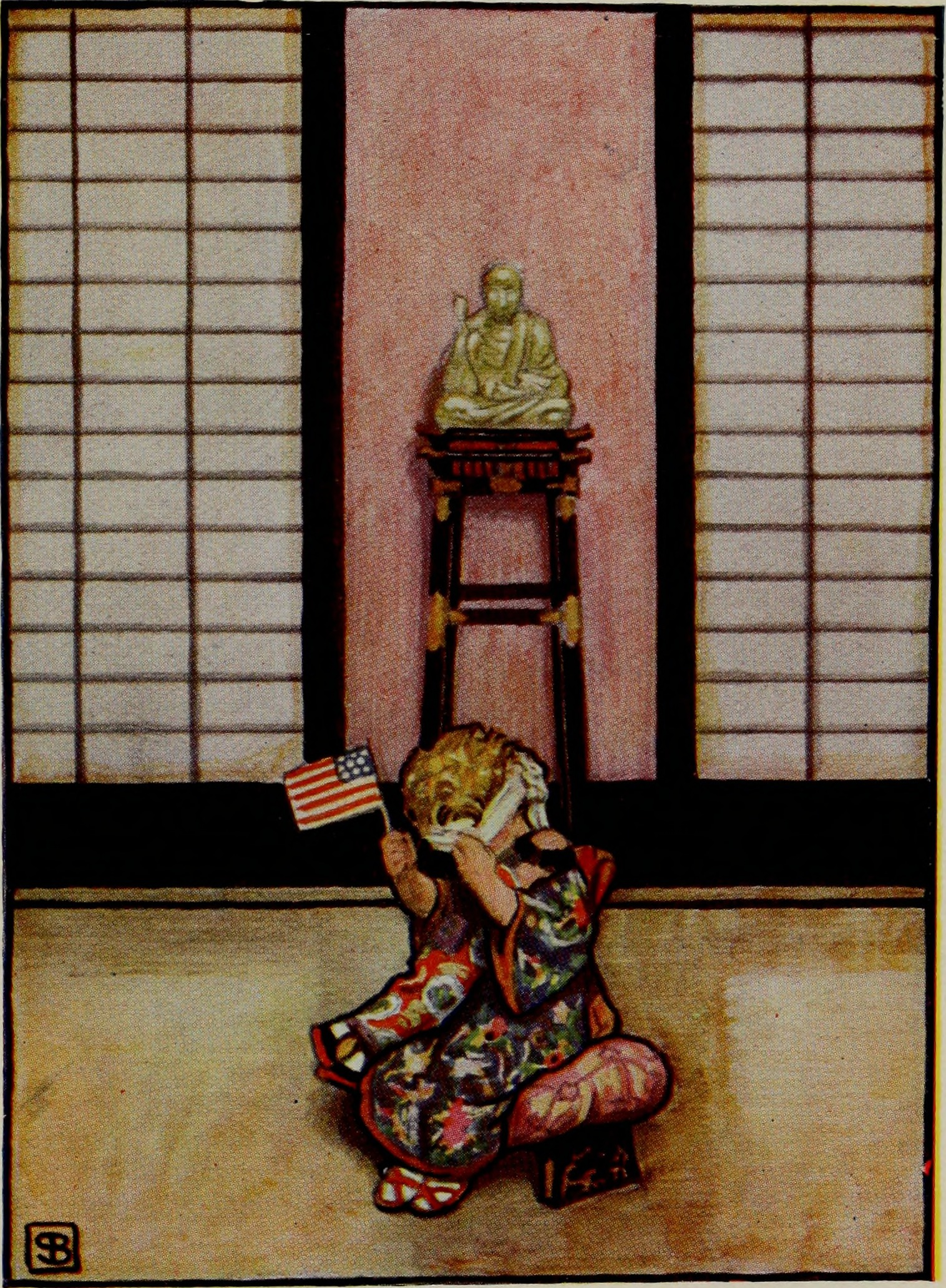
Dziecko Butterfly

## Losy sceniczne

### Premiera
Prapremiera uznawana jest za najgorszą w historii Pucciniego. Negatywny odbiór jest czasami określany jako celowy zabieg wywołany przez jednego z konkurentów Ricordiego np. wydawnictwo Sonzogno. Po fiasku prapremiery Ricordi zwrócił teatrowi pieniądze. Większość redaktorów chłodno przyjęła operę, jednak kilka redakcji sugerowało jedynie drobne poprawki.
Za jedną z przyczyn niepowodzenia prapremiery uznaje się nietrafione obsadzenie Cio-Cio-San Rosiną Storchio. Burke-Gaffney z uniwersytetu w Nagasaki uważa, że Storchio swoim wyglądem nie przypominała gejszy. Podczas występu jedna osoba z widowni zawołała obelżywie pod adresem bohaterki. Wiatr na scenie spowodował, że kimono Storchio zaczęło falować, a kilka osób na widowni żartowało, że bohaterka wygląda, jakby była w ciąży. Dwójka dzieci występujących na scenie zaczęła się gonić. Na początku aktu drugiego, kiedy orkiestra grała dźwięki ptaków, kilku krzykaczy zaczęło imitować odgłosy krowy i koguta. Na koniec opery, podczas opuszczania zasłony, słychać było buczenie i gwizdanie z widowni.

### Dalsze losy

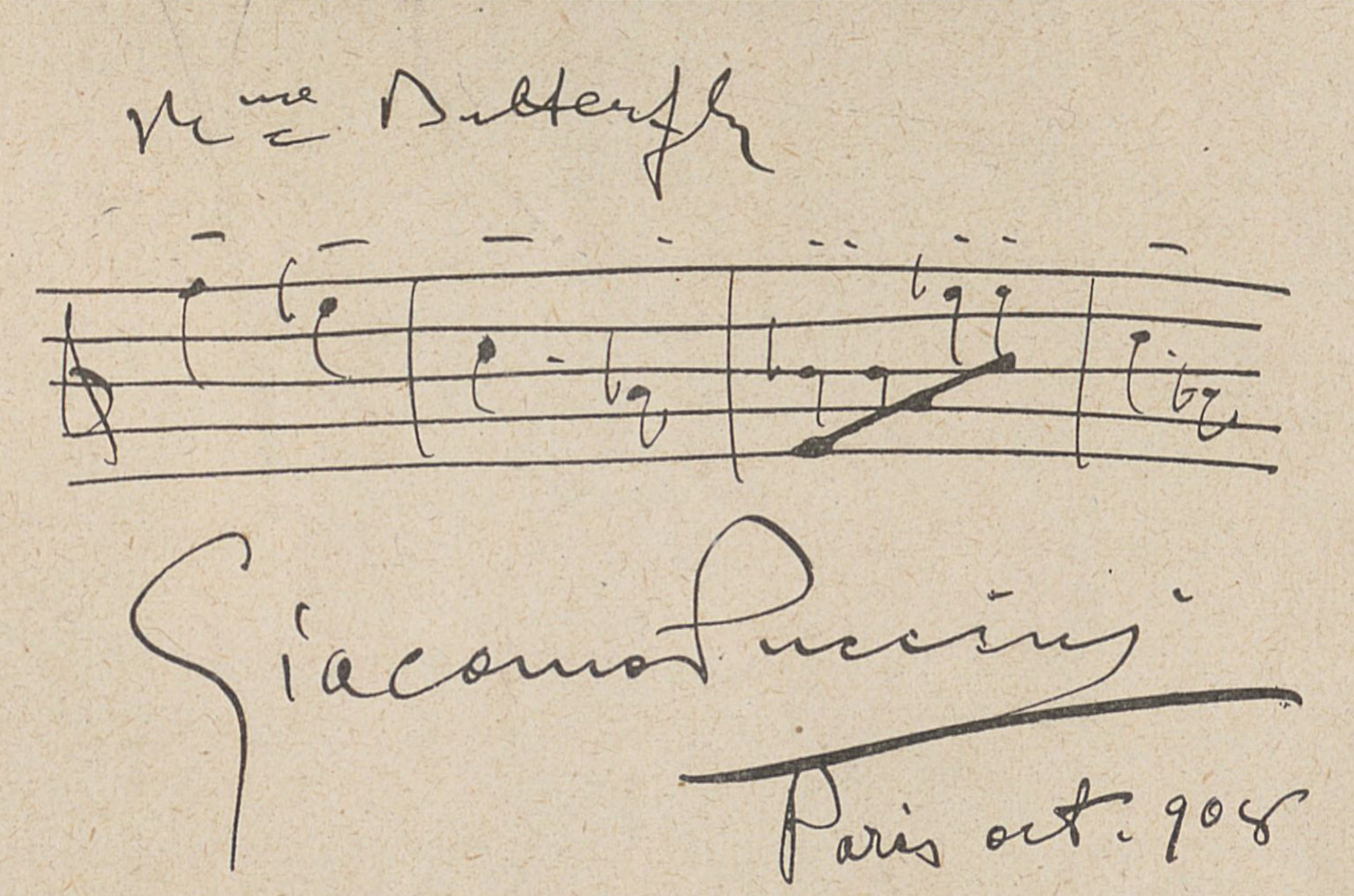
Autograf Pucciniego, Paryż 1908

Ogród Glovera, Nagasaki, pomnik Miury

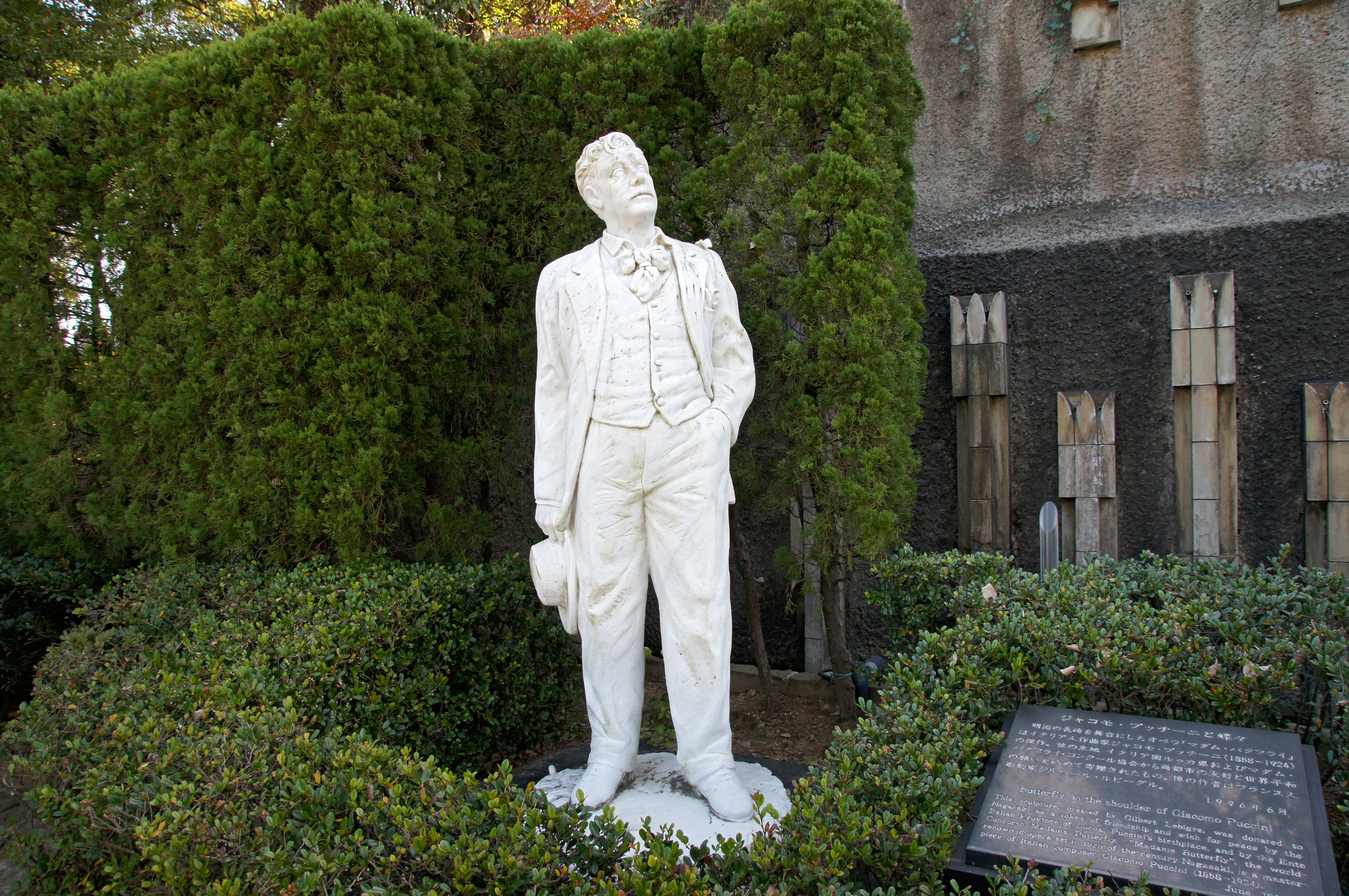
Ogród Glovera, Nagasaki, pomnik Pucciniego

Puccini zmienił swoje dzieło; zwiększył liczbę aktów do trzech, dzieląc nieproporcjonalnie długi akt na dwa, skrócił całość, napisał nową arię Addio, fiorito asil dla Pinkertona. Po naniesieniu poprawek operę wystawiono ponownie trzy miesiące później 28 maja 1904 roku w Brescii. Do partii Cio-Cio-San w drugiej wersji zaangażowano specjalnie w tym celu sprowadzoną ukraińską sopran Salomeę Kruszelnicką. Tym razem dzieło odniosło sukces, gdzie bisowano pięć arii.
Madame Butterfly wystawiono później m.in. w Aleksandrii (1904), Kairze (1905), Budapeszcie, Waszyngtonie i Nowym Jorku (1906). Francuska premiera w Opéra-Comique wystawiona 28 grudnia 1906 roku została skrócona względem wersji poprzedniej. Polska prapremiera miała miejsce w Warszawie w 1908 roku. Opera została ponownie wystawiona w La Scali w 1925 roku z inicjatywy Toscaniniego. Miało to miejsce już po śmierci Pucciniego.
Pierwszą Japonką w roli Cio-Cio-San była Tamaki Miura; jej debiut miał miejsce w maju 1915 roku. Po kontakcie z producentem muzycznym Maxem Rabinoffem rozpoczęła trasę koncertową Madame Butterfly w USA i Kanadzie, później w Europie. W jednym z wywiadów Miura przypisała swój sukces w roli Butterfly faktowi, że jest Japonką i ma odpowiednią posturę. Rozumie postać z punktu widzenia Azjatki, nie musi wyobrażać sobie jak bohaterka się czuje, po prostu to wie.
Puccini usłyszał Miurę po raz pierwszy w swojej operze w 1920 roku w Rzymie. Po występie poszedł do przebieralni i zaprosił ją do swojej willi na kolejny dzień, prosząc swojego syna Antonia o przewiezienie śpiewaczki. Następnego dnia Puccini pokazał jej pianino, na którym skomponował operę, i inne przedmioty związane z dziełem. Wyjaśnił także, jak wplótł japońskie utwory muzyczne do opery. Komentując jej występ, powiedział, że nie był w stanie usłyszeć jej głosu, ponieważ na scenie zobaczył tę Cio-Cio-San, którą stworzył w swoim sercu.
Podczas festiwalu pieśni europejskich i japońskich w Nagasaki 2 czerwca 1922 roku Miura zaśpiewała dwie arie z opery. Ostatnie wystawienie Madame Butterfly z Miurą w Europie miało miejsce w Palermo w styczniu 1935 roku. Po tym występie śpiewaczka powróciła na stałe do ojczyzny. Po powrocie do Japonii zaśpiewała w operze Pucciniego tylko raz, 28 czerwca 1936 roku. Premiera miała miejsce w teatrze Kabuki-za w Tokio. Najstarsza stacja radiowa w Japonii JOAK transmitowała akt I na żywo ze sceny.
Pierwsze wystawienie w Japonii po II wojnie światowej odbyło się w Tokio w listopadzie 1946 roku w Tōkyō Gekijō. W głównej roli zagrała Miho Nagato, która zagrała rolę Cio-Cio-San dziewięciokrotnie w ciągu trzech dni.
Próbowano wrócić do wersji oryginalnej (Wenecja 1982, Paryż 1983), ale przedstawienia nie odniosły większego sukcesu. Opera grana jest głównie w dwóch częściach z przerwą pomiędzy aktem pierwszym i drugim.

### Odbiór
Duet głównych bohaterów pod koniec aktu pierwszego jest porównywany do duetu z Cyganerii i Otella. Piotr Kamiński porównał postać księcia Yamadori do Jeleckiego z Damy Pikowej. Jego zdaniem książę jest dobrym i uczciwym kandydatem na męża, ale Butterfly nie kocha go, bo w duszy przestała być Japonką. Jednym z problemów pierwszych wystawień opery była figura kobiety. Śpiewaczki europejskie były zbyt szerokie w ramionach i biodrach jak na 15-letnią Japonkę.
Burke-Gaffney jest zdania, że rozgłos Pani Chryzantem i później jej operowej adaptacji zwiększył popyt na azjatyckie prostytutki wśród białej społeczności przebywającej w Azji Południowo-Wschodniej.

## Postać Cio-Cio-San

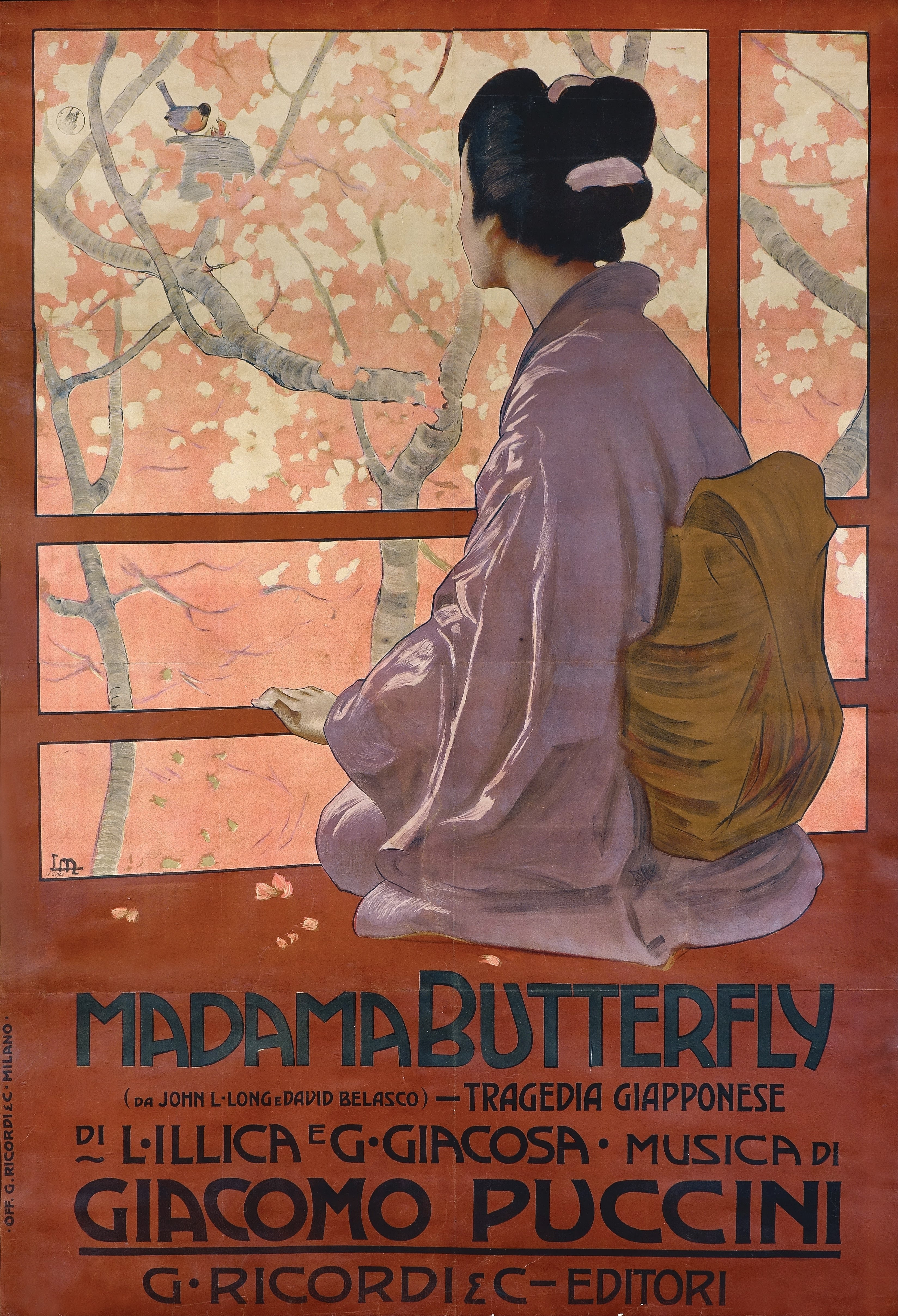
Plakat z 1904 roku autorstwa Leopolda Metlicovitza

Popularność opery spowodowała, że ludzie zaczęli zastanawiać się, czy istniała i kim była prawdziwa Cio-Cio-San.
Po wydaniu noweli przez Johna Luthera Longa część czytelników pytała, skąd pochodzi źródło informacji w książce. W jednym z kolejnych wydań książki autor w przedmowie stwierdził, że sam nie wie, co było źródłem opowieści. Jennie Correll, siostra Longa, mieszkała w Nagasaki przez kilka lat. W jednym z wywiadów powiedziała, że znała dziewczynę o imieniu Chō-san, która była pierwowzorem dla bohaterki opery.
Kapitan Joseph Goldsby stacjonował w Nagasaki po II wojnie światowej w domu Glovera. W 1947 roku wykonano zdjęcie domu, a na odwrocie kapitan napisał „dom Madame Butterfly”. W swojej ocenie profesor Burke-Gaffney stwierdza, że kapitan Goldsby zapewne nie znał historii budynku i poprzednich lokatorów, ale słyszał o fabule samej opery. To samo określenie domu pojawia się ponownie w anglojęzycznym przewodniku turystycznym wydanym dla okupantów.
Jedna z wersji dotyczącej pierwowzoru bohaterki zakłada, że była nią Tsuru Yamamura. Wskazywać na to mają zdjęcia, na których widać jej kimono z wyszytym motylem, który widnieje także na jej nagrobku. Burke-Gaffney dementuje te informacje, twierdząc, że znak motyla był popularny i symbolizował wolną gejszę.
Urząd miasta Nagasaki na przestrzeni lat reklamował swoją miejscowość jako miejsce, w którym rozgrywa się akcja opery. Władze miasta, chcąc poprawić gospodarkę po uderzeniu bomby atomowej i innych skutkach II wojny światowej, w 1949 roku przemianowały dom Glovera na „miejsce związane z Butterfly”. W ramach popularyzacji miasta uruchomiono autobusy wycieczkowe, a przewodnicy musieli uczyć się i śpiewać turystom arię Un bel dì, vedremo.

## Nagrania
Opera została nagrana ponad 130 razy. Pierwsze znane nagranie pochodzi z 1909 roku. Opera została wystawiona w języku angielskim, a główną rolę zagrała René Vivienne. Pierwsza wersja włoska pochodzi z 1921 roku, gdzie w postać Cio-Cio-San wcieliła się Ottavia Giordano. Poniższa lista zawiera kilka przykładów nagrań opery.
- 1929 – Rosetta Pampanini (Cio-Cio-San), Alessandro Granda (Pinkerton), Gino Vanelli (Sharpless)
- 1939 – Toti dal Monte (Cio-Cio-San), Beniamino Gigli (Pinkerton), Mario Basiola (Sharpless)
- 1951 – Renata Tebaldi (Cio-Cio-San), Giuseppe Campora (Pinkerton), Giovanni Inghilleri (Sharpless)
- 1955 – Maria Callas (Cio-Cio-San), Nicolai Gedda (Pinkerton), Mario Borriello (Sharpless)
- 1974 – Mirella Freni (Cio-Cio-San), Luciano Pavarotti (Pinkerton), Robert Kerns (Sharpless)
- 1987 – Mirella Freni (Cio-Cio-San), José Carreras (Pinkerton), Juan Pons (Sharpless)

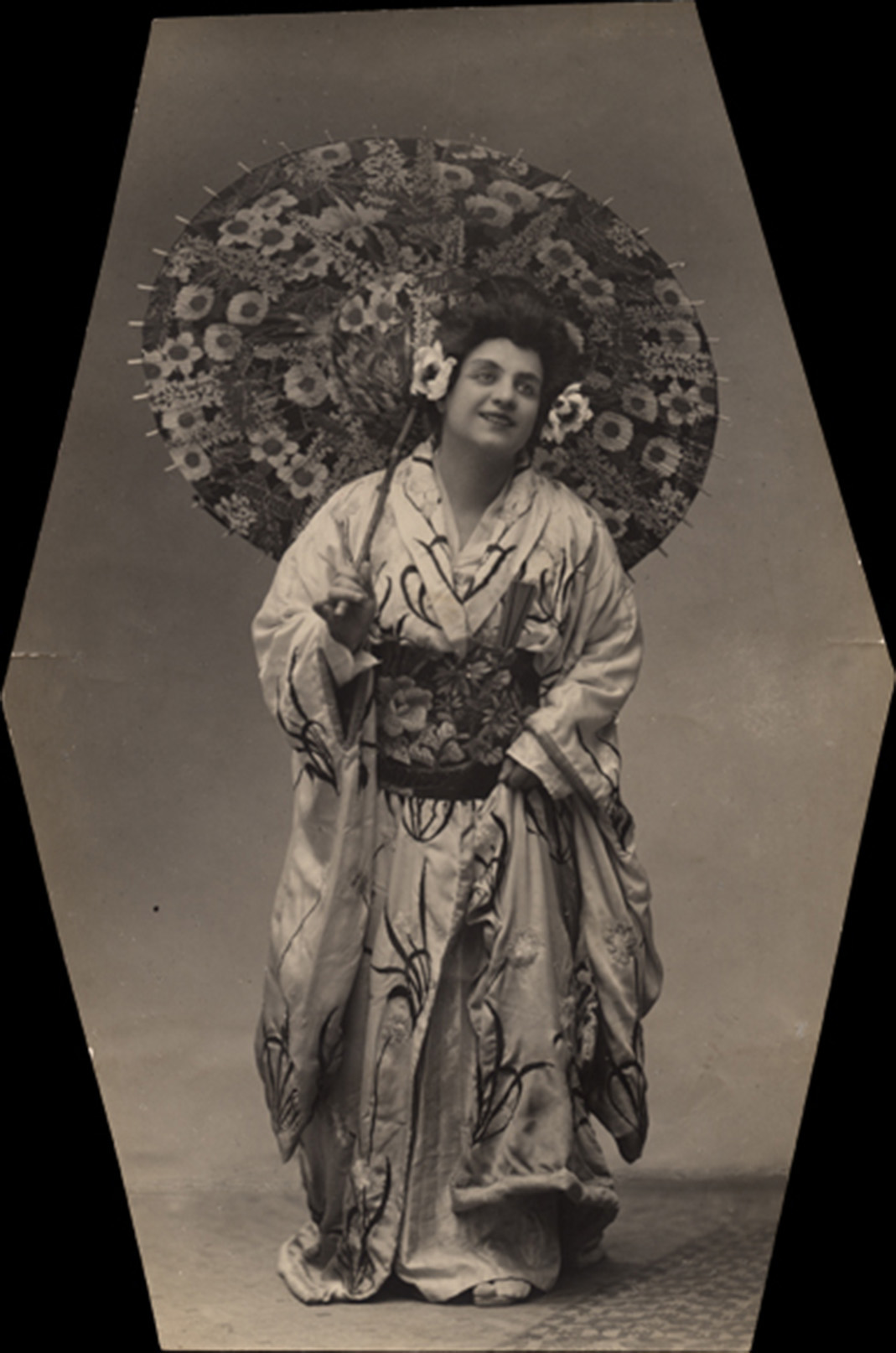
Rosina Storchio
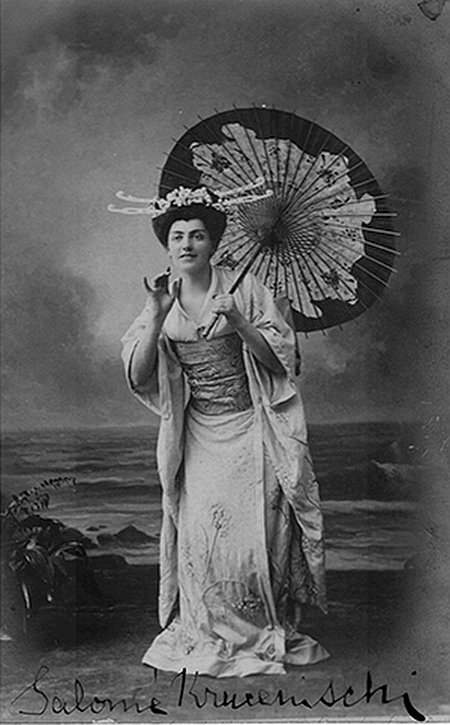
Sołomija Kruszelnyćka
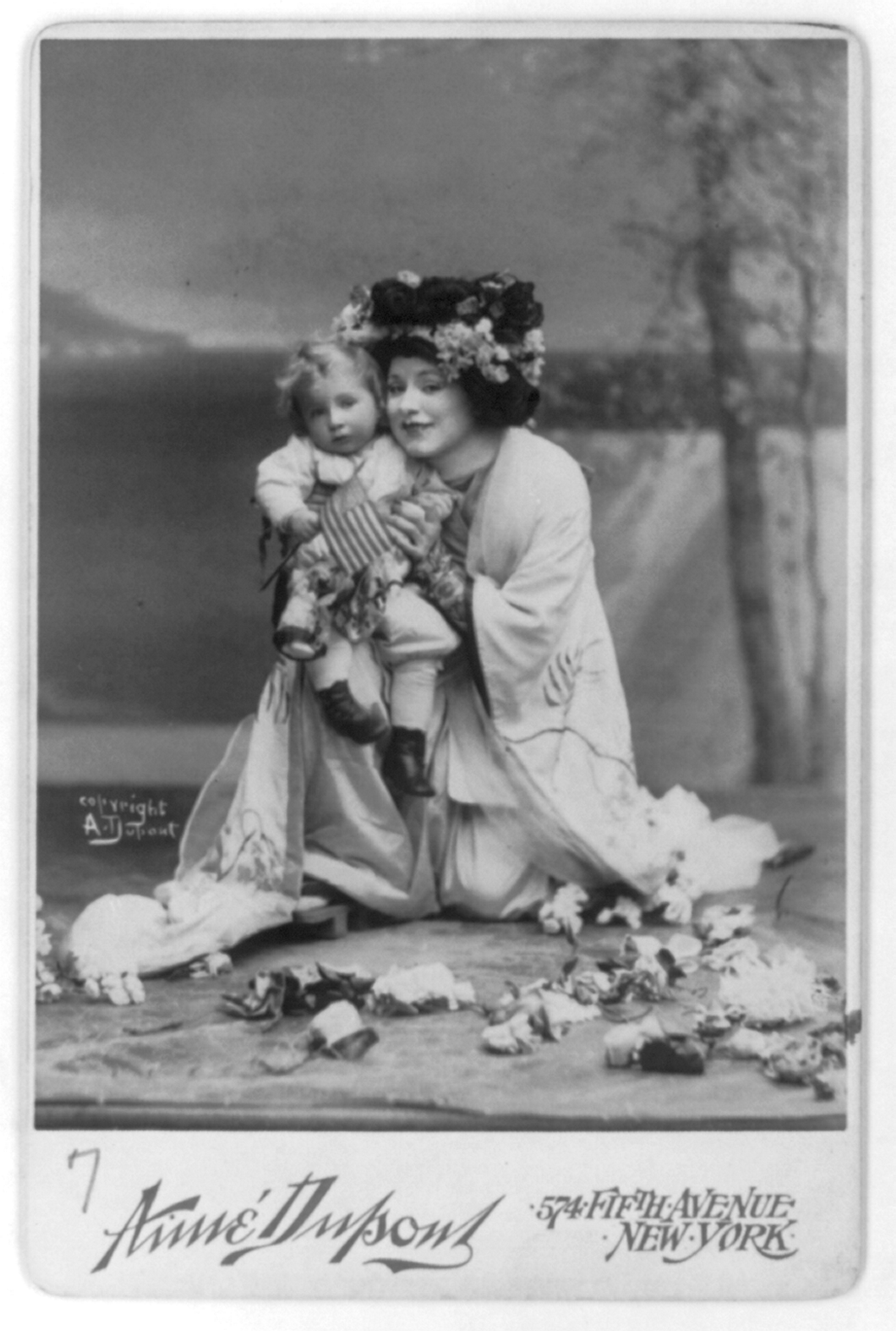
Geraldine Farrar

## Adaptacje

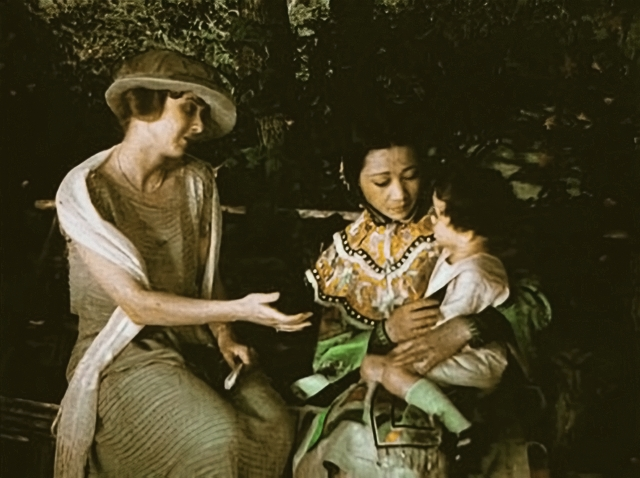
Kadr z filmu Toll of the Sea

Istnieje wiele adaptacji opery. Pierwszą był film niemy z 1915 roku z Mary Pickford w roli głównej. W filmie Pinkerton nie poznaje Butterfly przez swata, ale przez przypadek trafia na nią w zderzeniu dwóch rikszy. W 1919 roku wyprodukowano w Niemczech bazujący na operze film niemy Harakiri. Toll of the Sea z 1922 roku jest drugim filmem w historii stworzonym w technologii Technicolor. Fabuła bazuje na wydarzeniach z opery, ale historia rozgrywa się w Chinach. W erze Pre-Code Hollywood wytwórnia Paramount Pictures zrealizowała w 1932 roku dramat Madame Butterfly. W rolach głównych wystąpili Sylvia Sidney i Cary Grant. W tej wersji Pinkerton nigdy nie dowiaduje się, że ma syna. Podobny motyw miłości Amerykanina i Japonki pojawił się w filmie Sayonara w 1957 roku z Marlonem Brando i Miiko Taka w rolach głównych.
W 1989 roku miał premierę musical Miss Saigon, wykorzystujący wątki Madame Butterfly. Akcja została osadzona w Wietnamie w latach 70. W tym samym roku dramatopisarz David Henry Hwang wydał sztukę M. Butterfly nawiązującą do opery. W 1993 roku premierę miał dramat filmowy Davida Cronenberga o tym samym tytule, bazujący na sztuce. W latach 90. amerykański zespół rockowy Weezer wydał swój drugi album Pinkerton, którego tytuł jak i słowa utworów nawiązują do głównego bohatera opery.